# Apothecium

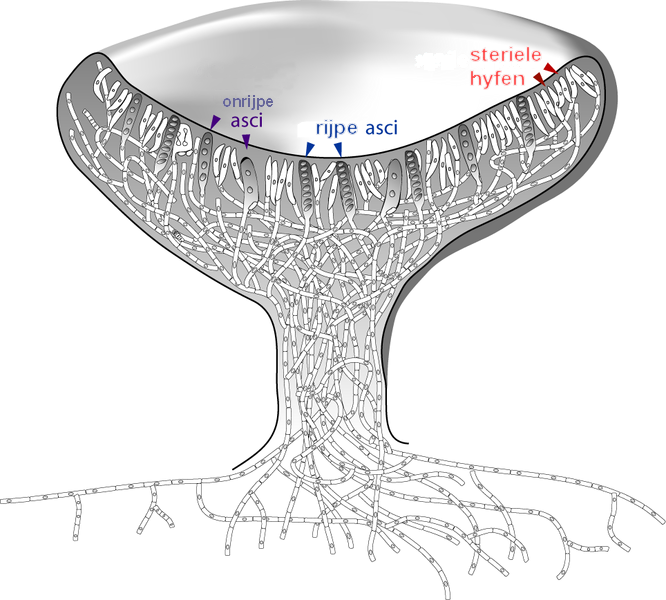
Schematische weergave van een dwarsdoornsnede van een apothecium.

Een apothecium (meervoud: apotheciën) is een duidelijk gevormde, enkelvoudige of samengevoegde, bekerachtige structuur die voorkomt bij sommige zakjeszwammen (ascomyceten).
Apotheciën komen voor bij soorten zoals de oranje bekerzwam (Peziza aurantia) en de morieljes en kluifzwammen, maar we vinden ze ook terug bij korstmosssen.

## Bouw
Aan de binnenzijde van een in de lengte doorgesneden apothecium vindt men het epihymenium, de laag boven op het hymenium. Het hymenium is een dun schijnweefsel met fertiele asci of sporenzakjes waartussen steriele parafysen voorkomen.  In de asci ontstaan door meiotische delingen de haploïde ascosporen. Direct onder het hymenium ligt het hypothecium, dat uit dicht ineengevlochten schimmeldraden met plasmarijke celinhoud bestaat. Op dit weefsel zijn de sporenzakjes en de parafysen ingeplant. Onder het hypothecium bevindt zich het merg, de medulla. De rand van het apothecium wordt gevormd door het excipulum (ook wel parathecium). Een weefsel van steriele schimmeldraden met grote, dikwandige structuren.
Bij korstmossen kan het excipulum ook algen bevatten. Dit type apothecium wordt lecanoroïde genoemd naar het geslacht Lecanora. Komen er geen algen in de rand voor dan spreekt men van een lecideoïde type naar het geslacht Lecidea.

Apotheciën bij korstmossen
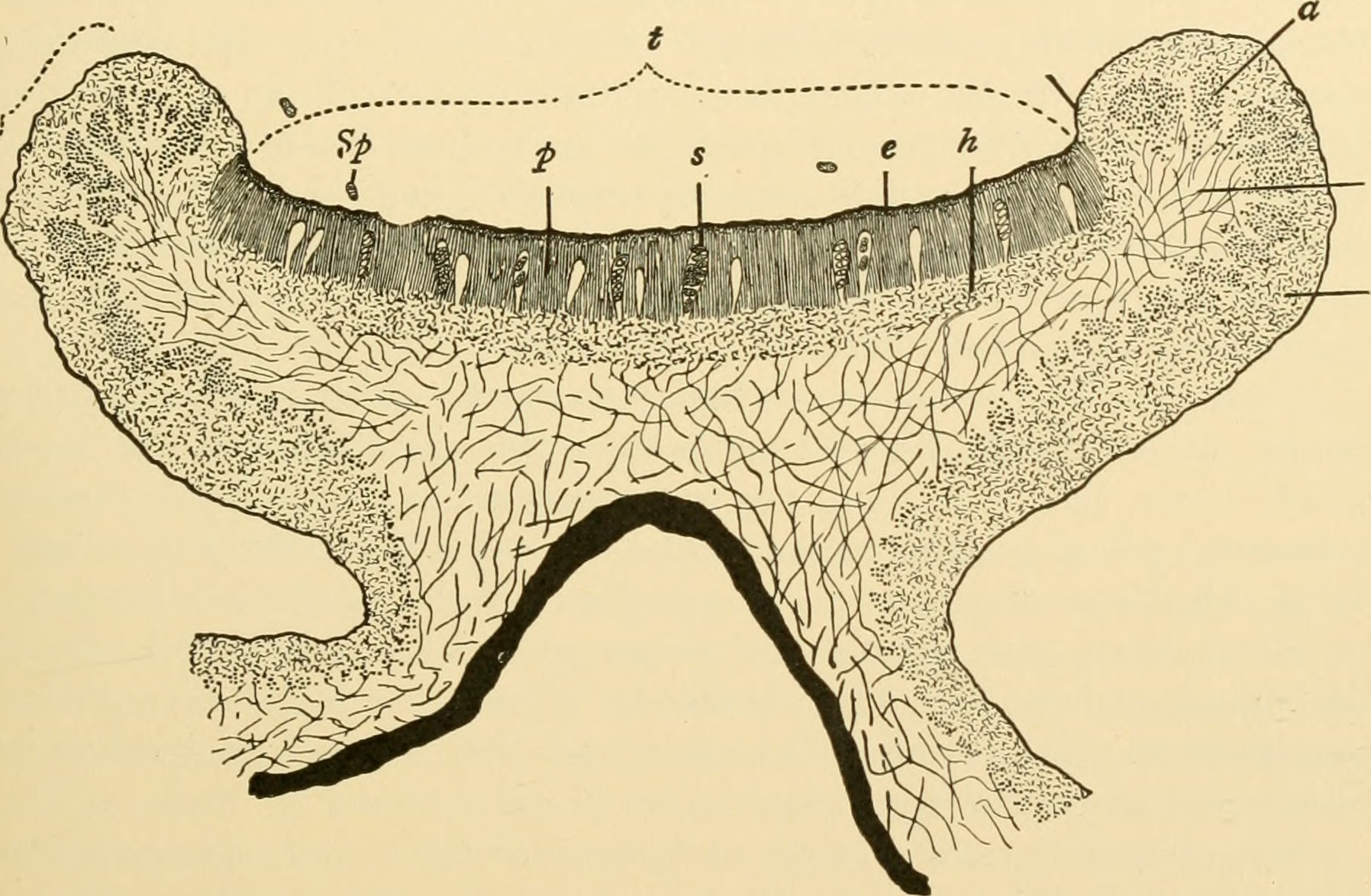
Doorsnede bij het korstmos Physcia pulverulenta t = hymenium, sp=ascospore, s=asci, p=parafyse, e=epithecium, h=hypothecium, pt=excipulum, a=algenlaag, m=medulla, r=cortex
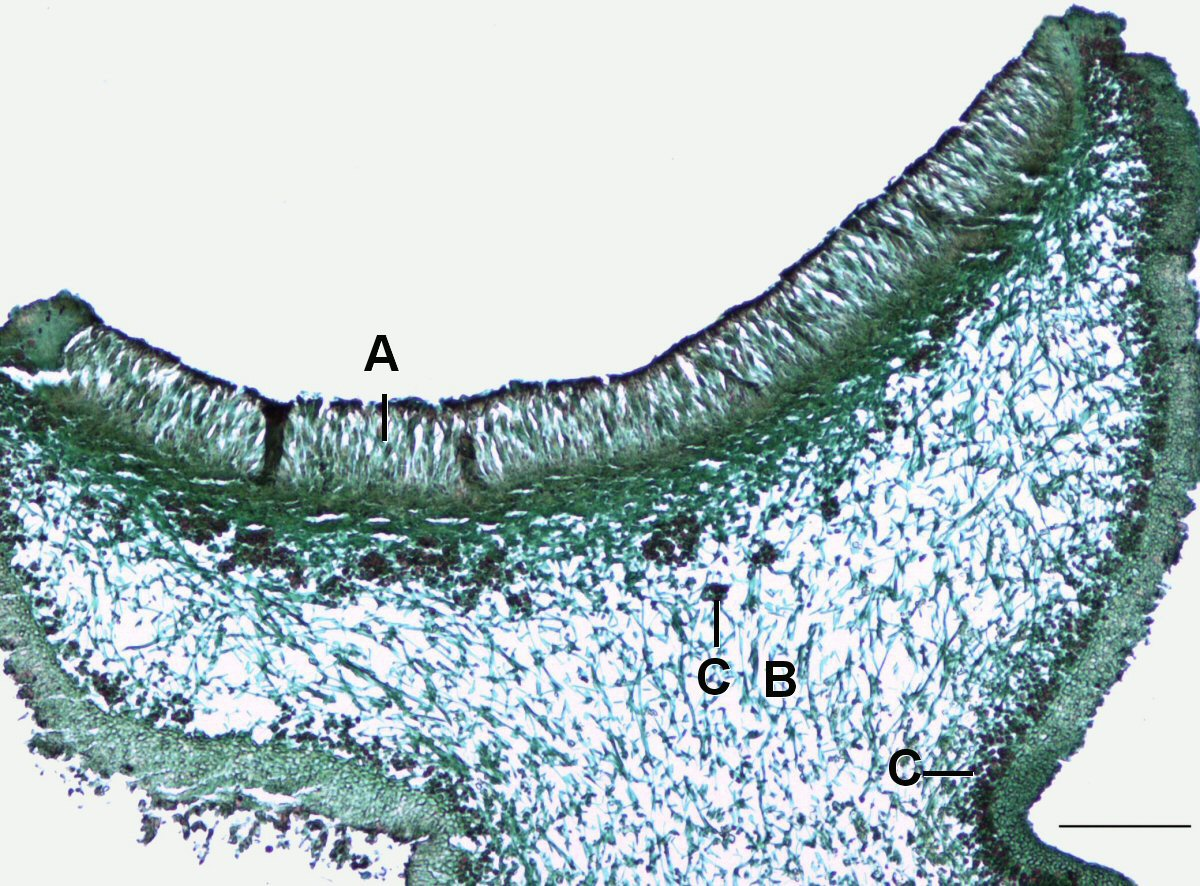
Doorsnede bij Physcia. A=hymenium met asci, B=merg (mycelium), medulla genoemd, C=algenlaag. Schaal= 0,2 mm.
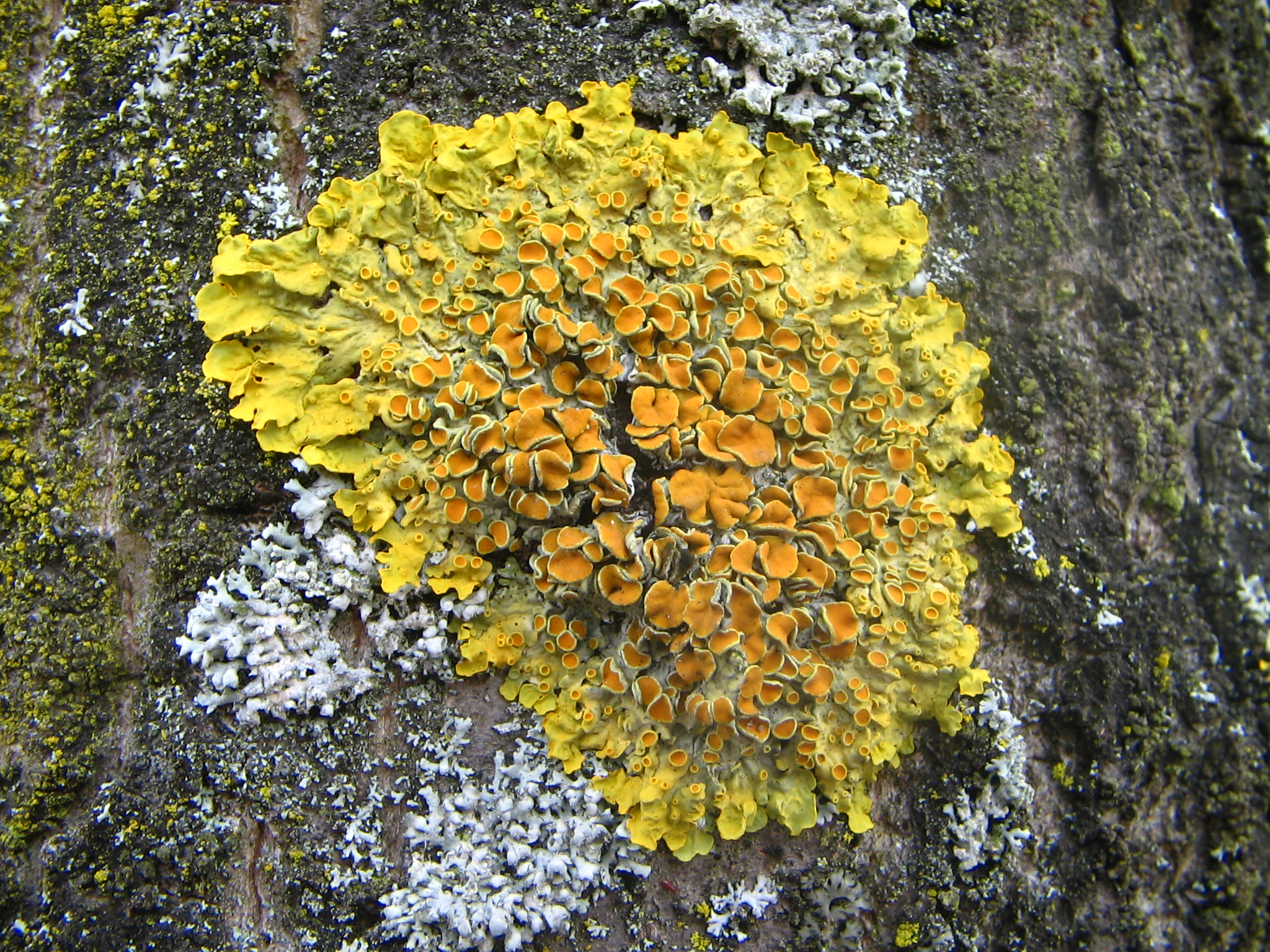
Epifytisch groeiend groot dooiermos met apotheciën
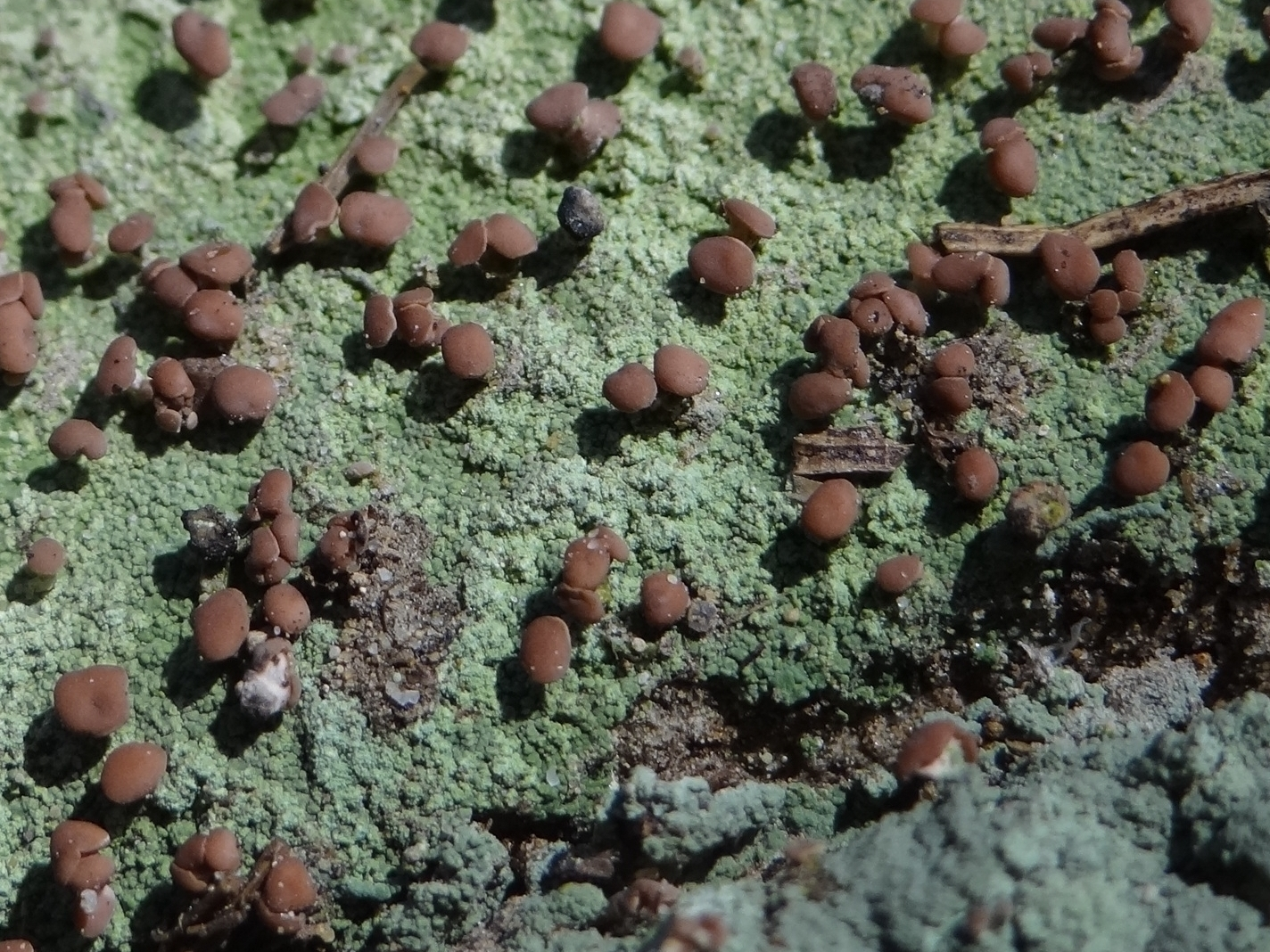
Korstvormige rode heikorst met talrijke gesteelde apotheciën